# Teoria del cigno nero

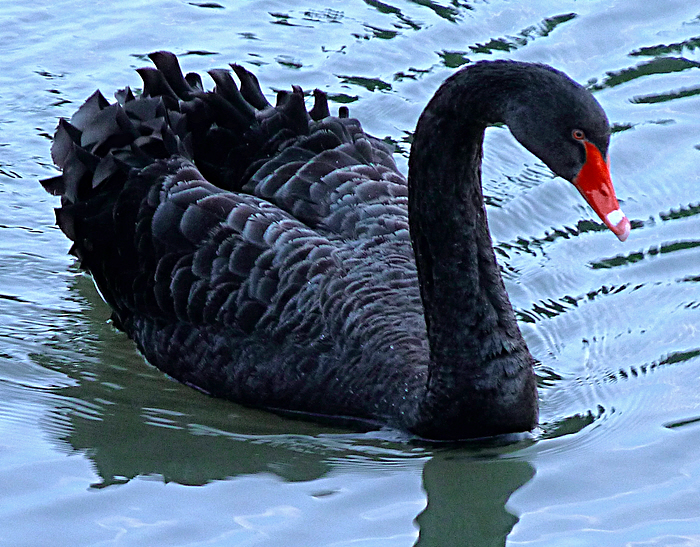
Un cigno della specie Cygnus atratus.

La teoria del cigno nero è una teoria scientifica che descrive un evento non previsto, che ha effetti rilevanti e che, a posteriori, viene inappropriatamente razionalizzato e giudicato prevedibile con il senno di poi. Etimologicamente questa teoria prende le mosse dall'errata assunzione (nell'emisfero boreale) dell'inesistenza del cigno nero, "scoperto" (dal mondo occidentale) solo nel 1697.

## Definizione
La teoria è stata sviluppata da Nassim Nicholas Taleb. per spiegare:
1. l'importanza sproporzionata di determinati eventi di grande impatto, difficili da prevedere e molto rari, che esulano da ciò che normalmente ci si attende in campo storico, scientifico, finanziario e tecnologico;
2. l'impossibilità di calcolare con metodi scientifici la probabilità di tali eventi rari e carichi di conseguenze (a causa della natura stessa delle probabilità molto piccole);
3. le distorsioni psicologiche che impediscono alle persone (sia come individui sia come collettività), di cogliere l'incertezza e il ruolo enorme degli eventi rari nell'andamento della storia.

A differenza del precedente e più ampio "problema del cigno nero" (ovvero il problema filosofico dell'induzione), la "teoria del cigno nero" si riferisce unicamente a eventi inaspettati di grande portata e grandi conseguenze, e al loro ruolo dominante nella storia. Tali eventi, considerati estremamente divergenti rispetto alla norma, giocano collettivamente un ruolo molto più importante della massa degli eventi ordinari.